# Kamiros (Antike)

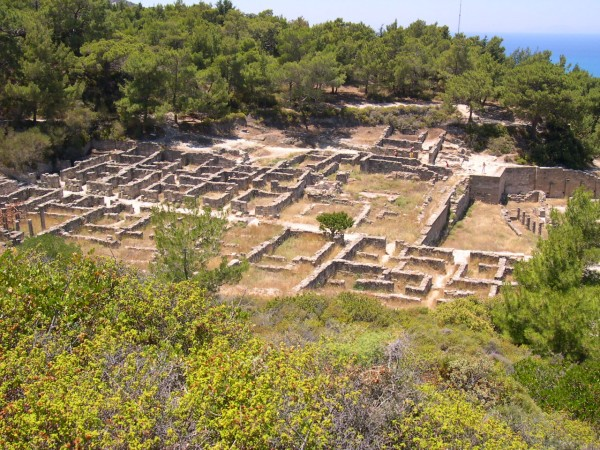
Ruinen der Stadt

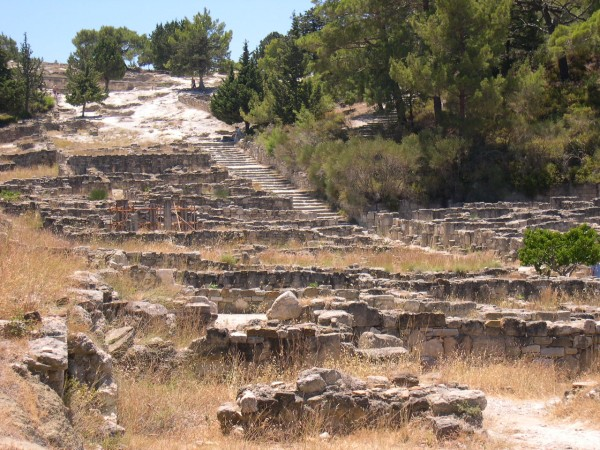
Ruinen der Stadt

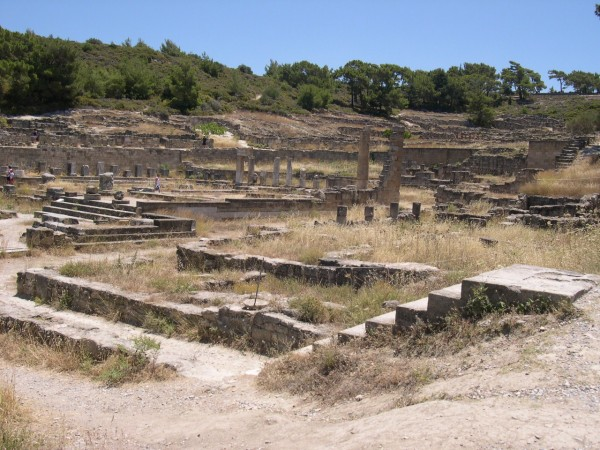
Ruinen der Stadt

Kamiros (griechisch Κάμιρος oder Kameiros griechisch Κάμειρος, beides (f. sg.)) war neben Ialysos (oder Ialissos) und Lindos eine der drei Städte des antiken Rhodos. Von der Stadt ist ein umfangreiches Grabungsfeld an der Westküste der Insel geblieben, das ein anschauliches Beispiel einer antiken (hellenistischen) Stadtanlage darstellt.
Um 1000 v. Chr. wurde Kamiros im Zuge der „Ionischen Wanderung“ von dorischen Griechen gegründet. In der Stadt lebte im 6. Jahrhundert v. Chr. der Ependichter Peisandros. Nach einem schweren Erdbeben wurde die Stadt, die nach der Gründung von Rhodos-Stadt stark an Bedeutung verlor, in hellenistischer Zeit vollständig und planmäßig neu errichtet. 139 n. Chr. wurde Kamiros dann nochmals durch ein Erdbeben zerstört und offenbar nicht wieder aufgebaut; Keramikfunde und Reste einer frühchristlichen Kirche belegen aber, dass der Ort erst im 4. Jahrhundert endgültig aufgegeben wurde.
Die Stadt war nicht befestigt. Dort befinden sich ein dorischer Doppelantentempel, ein Hof mit Brunnenanlage, Wohnhäuser mit Peristyl, an der höchsten Stelle eine hellenistische Stoa mit ursprünglich doppelter Säulenreihe und Reste eines dorischen Ringhallentempels der Athene. Dieser stammt in seiner heutigen Form aus der Zeit des Wiederaufbaus nach dem Erdbeben der hellenistischen Epoche. Vergrabene Depots von Weihgaben zeigen allerdings, dass bereits in geometrischer und archaischer Zeit an gleicher Stelle ein Tempel existierte, von dem sich keine baulichen Reste erhalten haben. Unterhalb der Stoa befindet sich eine Zisterne mit einem Volumen von etwa 600 m³ (17,4 m × 10,2 m und 3,2 m Tiefe), die wahrscheinlich im 6. Jahrhundert v. Chr. errichtet wurde. Im Wohnviertel sind noch Tonröhren für die Wasserversorgung sichtbar.